# Traité anglo-éthiopien de 1897
Pour les articles homonymes, voir Traité anglo-éthiopien.
Le traité anglo-éthiopien de 1897, parfois appelé traité Rodd, est un accord négocié entre le diplomate Sir Rennell Rodd du Royaume-Uni de Grande-Bretagne et d'Irlande et l'empereur Menelik II d'Éthiopie, impliquant principalement des questions frontalières entre l'Éthiopie et le Somaliland britannique. Il est signé le 14 mai 1897 afin de « renforcer et de rendre plus efficace et plus fructueuse l'amitié entre les deux royaumes », selon son préambule.

## Contenu du traité

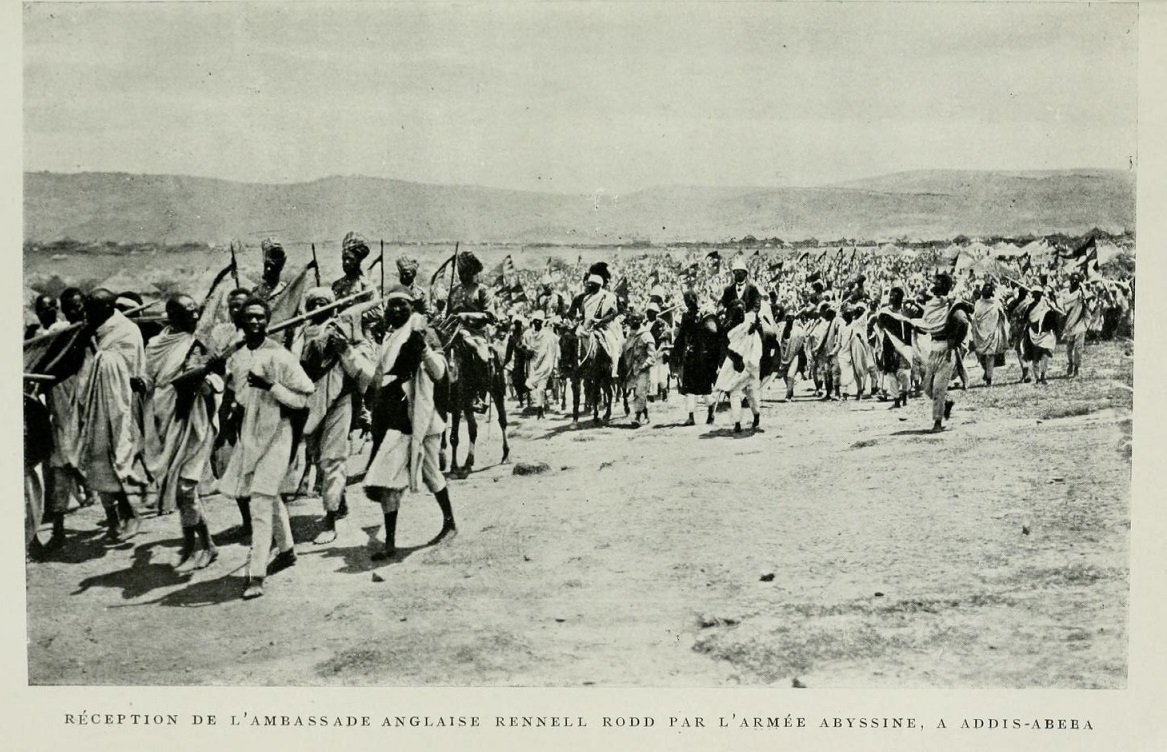
Arrivée de la mission Rennell Rodd à Addis-Abeba

Le traité se compose de plusieurs articles, dont :
- Article I : autorise les sujets d'Éthiopie et du Somaliland britannique à avoir toutes libertés en ce qui concerne le commerce entre eux.
- Article II : définit les frontières géographiques entre l'Éthiopie et le Somaliland britannique.
- Article III : précise le maintien ouvert de la route des caravanes entre Harar et le port colonial de Zeilah.
- Article IV : L'Éthiopie accorde à la Grande-Bretagne des droits privilégiés en matière de droits et taxes à l'importation.
- Article V : autorise l'importation éthiopienne de matériel militaire via le Somaliland britannique.
- Article VI : traite des problèmes concernant les mahdistes soudanais.

Ce traité est l'un des nombreux traités concernant les frontières de l'Éthiopie qui sont négociés et signés dans les dix années qui suivent la victoire éthiopienne à la bataille d'Adoua. 
La frontière définie dans ce traité n'est délimitée qu'en 1932, en réponse au désir de Haïlé Sélassié, exprimé lors de sa visite en Europe en 1924, de délimiter l'ensemble des frontières de l'Éthiopie. Le lieutenant E.H.M. Clifford explique que « les négociations à cette fin se sont déroulées lentement mais dans l'ensemble sûrement, et à la fin de 1930 ont atteint le stade des préparatifs définitifs ; mais la Commission de délimitation ne s'est réellement réunie que le 8 janvier 1932, à Berbera ». Clifford participe ensuite à la démarcation ultérieure, qui s'étend de la frontière italo-britannique délimitée en 1929-1930, à l'ouest jusqu'au point de trijonction où les frontières du Somaliland français rencontrent l'Éthiopie et le Somaliland britannique. Clifford décrit le terrain et le travail de démarcation, avec une carte, dans un article qu'il présente à la Société géographique en 1935, bien qu'il omette toute mention de l'événement le plus important de ce projet, l'incident italo-éthiopien de Walwal. 

## Sources complémentaires
- Extraits de L'ambassade britannique, Addis-Abeba de Richard Pankhurst
- Version anglaise du traité